# ショートステイ
日本語文脈において……ショートステイとは、児童や障害児（者）、高齢者の心身の状況や病状、その家族の病気、冠婚葬祭、出張等のため一時的に養育・介護をすることができない、または家族の精神的・身体的な負担の軽減等を図るために、短期間入所して日常生活全般の養育・介護を受けることができるサービスのことである。
欧米において……ショートステイとは、一般の旅行者や一時的滞在者などが中長期滞在用ホテル、コンドミニアムやペンション、個人所有の貸別荘などのレンタル宿泊所等を、比較的長めの宿泊スパンで通常宿泊に利用することをさす。例えばローマに一週間滞在するときにショートステイ用コンドミニアムを利用するなどがそれである。
俗用において……ショートステイとは、ラブホテルの短時間利用（2時間未満）をいう。

## 児童短期入所援助
児童福祉法における児童居宅生活支援事業のひとつで、保護者の病気などの事情によって自宅で介護を受けることが一時的に困難になった障害児を、児童福祉施設に短期間入所させる事業である。

## 老人介護
| 居宅型 3,889億円 （49.5%）   | 訪問通所 3,054億円 （38.9%） | 訪問介護／入浴             | 816億円（10.4%）   |
| 居宅型 3,889億円 （49.5%）   | 訪問通所 3,054億円 （38.9%） | 訪問看護／リハ             | 211億円（2.7%）    |
| 居宅型 3,889億円 （49.5%）   | 訪問通所 3,054億円 （38.9%） | 通所介護／リハ             | 1,777億円（22.7%） |
| 居宅型 3,889億円 （49.5%）   | 訪問通所 3,054億円 （38.9%） | 福祉用具貸与               | 247億円（3.2%）    |
| 居宅型 3,889億円 （49.5%）   | 短期入所（ショートステイ）   | 短期入所（ショートステイ） | 375億円（5.8%）    |
| 居宅型 3,889億円 （49.5%）   | その他                       | その他                     | 458億円（4.9%）    |
| 地域密着型 948億円 （12.1%） | 小規模多機能型居宅介護       | 小規模多機能型居宅介護     | 182億円（2.3%）    |
| 地域密着型 948億円 （12.1%） | 認知症グループホーム         | 認知症グループホーム       | 509億円（6.5%）    |
| 地域密着型 948億円 （12.1%） | 地域密着型介護老人福祉施設   | 地域密着型介護老人福祉施設 | 134億円（1.7%）    |
| 地域密着型 948億円 （12.1%） | その他                       | その他                     | 123億円（1.6%）    |
| 施設型 2,593億円 （34.9%）   | 介護福祉施設（特養）         | 介護福祉施設（特養）       | 1,363億円（17.4%） |
| 施設型 2,593億円 （34.9%）   | 介護老人保健施設（老健）     | 介護老人保健施設（老健）   | 1,017億円（12.9%） |
| 施設型 2,593億円 （34.9%）   | 介護療養施設                 | 介護療養施設               | 227億円（2.9%）    |
| 居宅介護支援（ケアマネ）     | 居宅介護支援（ケアマネ）     | 居宅介護支援（ケアマネ）   | 408億円（5.2%）    |
| 総額                         | 総額                         | 総額                       | 7,854億円          |

### 短期入所生活介護
介護保険法第8条第9項において短期入所生活介護は以下に定義される。
また、指定居宅サービス等の事業の人員、設備及び運営に関する基準（以下、居宅運営基準）第120条において、
と定義される。
人員
指定短期入所生活介護の事業を行う者が当該事業を行う事業所ごとに置くべき指定短期入所生活介護の提供に当たる従業者は、医師は1人以上、生活相談員は常勤換算方法で、利用者の数が100又はその端数を増すごとに1人以上、介護職員又は看護師若しくは准看護師（以下この章において「看護職員」という。）は常勤換算方法で、利用者の数が3又はその端数を増すごとに1人以上、栄養士は1人以上、機能訓練指導員は一人以上、調理員その他の従業者は当該指定短期入所生活介護事業所の実情に応じた適当数が必要である（居宅運営基準第121条）。
生活相談員、介護職員及び看護職員のそれぞれのうち一人は、常勤でなければならない。ただし、利用定員が20人未満である併設事業所の場合にあっては、この限りでない（居宅運営基準第121条）。
指定短期入所生活介護事業者は、指定短期入所生活介護事業所ごとに専らその職務に従事する常勤の管理者を置かなければならない。ただし、指定短期入所生活介護事業所の管理上支障がない場合は、当該指定短期入所生活介護事業所の他の職務に従事し、又は同一敷地内にある他の事業所、施設等の職務に従事することができるものとする（居宅運営基準第122条）。
設備
指定短期入所生活介護事業所は、その利用定員を20人以上とし、指定短期入所生活介護の事業の専用の居室を設けるものとする。ただし、第121条第2項の適用を受ける特別養護老人ホームの場合にあっては、この限りでない（居宅運営基準第123条）。また、併設事業所の場合又は指定短期入所生活介護事業所（ユニット型指定短期入所生活介護事業所を除く。）とユニット型指定短期入所生活介護事業所とが併設され一体的に運営される場合であって、それらの利用定員の総数が20人以上である場合にあっては、前項本文の規定にかかわらず、その利用定員を20人未満とすることができる。
指定短期入所生活介護事業所には、居室（定員は4人以下、利用者一人当たりの床面積は、10.65平方メートル以上）、食堂、機能訓練室、浴室、便所、洗面設備、医務室、静養室、面談室、介護職員室、看護職員室、調理室、洗濯室又は洗濯場、汚物処理室、介護材料室を設けるとともに、指定短期入所生活介護を提供するために必要なその他の設備及び備品等を備えなければならない。ただし、他の社会福祉施設等の設備を利用することにより、当該社会福祉施設等及び当該指定短期入所生活介護事業所の効率的運営が可能であり、当該社会福祉施設等の入所者等及び当該指定短期入所生活介護事業所の利用者の処遇に支障がない場合は、居室、便所、洗面設備、静養室、介護職員室及び看護職員室を除き、これらの設備を設けないことができる（居宅運営基準第124条）。
運営
指定短期入所生活介護事業者は、指定短期入所生活介護の提供の開始に際し、あらかじめ、利用申込者又はその家族に対し、第137条に規定する運営規程の概要、短期入所生活介護従業者の勤務の体制その他の利用申込者のサービスの選択に資すると認められる重要事項を記した文書を交付して説明を行い、サービスの内容及び利用期間等について利用申込者の同意を得なければならない（居宅運営基準第125条）。
指定短期入所生活介護事業者は、利用者の心身の状況により、若しくはその家族の疾病、冠婚葬祭、出張等の理由により、又は利用者の家族の身体的及び精神的な負担の軽減等を図るために、一時的に居宅において日常生活を営むのに支障がある者を対象に、指定短期入所生活介護を提供し、居宅介護支援事業者その他保健医療サービス又は福祉サービスを提供する者との密接な連携により、指定短期入所生活介護の提供の開始前から終了後に至るまで利用者が継続的に保健医療サービス又は福祉サービスを利用できるよう必要な援助に努めなければならない（居宅運営基準第126条）。
指定短期入所生活介護事業者は、指定短期入所生活介護の提供に当たっては、当該利用者又は他の利用者等の生命又は身体を保護するため緊急やむを得ない場合を除き、身体的拘束その他利用者の行動を制限する行為（以下「身体的拘束等」という。）を行ってはならない。身体的拘束等を行う場合には、その態様及び時間、その際の利用者の心身の状況並びに緊急やむを得ない理由を記録しなければならない（居宅運営基準第128条）。
指定短期入所生活介護事業所の管理者は、相当期間以上にわたり継続して入所することが予定される利用者については、利用者の心身の状況、希望及びその置かれている環境を踏まえて、指定短期入所生活介護の提供の開始前から終了後に至るまでの利用者が利用するサービスの継続性に配慮して、他の短期入所生活介護従業者と協議の上、サービスの目標、当該目標を達成するための具体的なサービスの内容等を記載した短期入所生活介護計画を作成し、既に居宅サービス計画が作成されている場合は、当該計画の内容に沿って作成し、その内容について利用者又はその家族に対して説明し、利用者の同意を得て、当該短期入所生活介護計画を利用者に交付しなければならない（居宅運営基準第129条）。
指定短期入所生活介護の事業の運営に当たっては、地域住民又はその自発的な活動等との連携及び協力を行う等の地域との交流に努めなければならない（居宅運営基準第139条）。
指定短期入所生活介護事業者は、利用者に対する指定短期入所生活介護の提供に関する具体的なサービスの内容や身体的拘束等の態様及び時間、その際の利用者の心身の状況並びに緊急やむを得ない理由などの記録を整備し、その完結の日から二年間保存しなければならない。

### 短期入所療養介護
介護保険法第8条第10項において短期入所療養介護は以下に定義される。
また、居宅運営基準第141条において、
と定義される。
人員
療養病床を有する病院又は診療所である指定短期入所療養介護事業所にあっては、当該指定短期入所療養介護事業所に置くべき医師、薬剤師、看護職員、介護職員（同法に規定する看護補助者をいう。）、栄養士及び理学療法士又は作業療法士の員数は、それぞれ同法に規定する療養病床を有する病院又は診療所として必要とされる数が確保されるために必要な数以上とする（居宅運営基準第142条）。
診療所である指定短期入所療養介護事業所にあっては、当該指定短期入所療養介護を提供する病室に置くべき看護職員又は介護職員の員数の合計は、常勤換算方法で、利用者及び入院患者の数が3又はその端数を増すごとに1以上であること、かつ、夜間における緊急連絡体制を整備することとし、看護師若しくは准看護師又は介護職員を1人以上配置していること（居宅運営基準第142条）。
運営
指定短期入所療養介護事業者は、利用者の心身の状況若しくは病状により、若しくはその家族の疾病、冠婚葬祭、出張等の理由により、又は利用者の家族の身体的及び精神的な負担の軽減等を図るために、一時的に入所して看護、医学的管理の下における介護及び機能訓練その他必要な医療等を受ける必要がある者を対象に、介護老人保健施設の療養室、病院の療養病床に係る病室、診療所の指定短期入所療養介護を提供する病室又は病院の老人性認知症疾患療養病棟において指定短期入所療養介護を提供するものとする（居宅運営基準第144条）。
指定短期入所療養介護事業者は、指定短期入所療養介護の提供に当たっては、当該利用者又は他の利用者等の生命又は身体を保護するため緊急やむを得ない場合を除き、身体的拘束等を行ってはならず、身体的拘束等を行う場合には、その態様及び時間、その際の利用者の心身の状況並びに緊急やむを得ない理由を記録しなければならない。（居宅運営基準第146条）。
指定短期入所療養介護事業所の管理者は、相当期間以上にわたり継続して入所することが予定される利用者については、利用者の心身の状況、病状、希望及びその置かれている環境並びに医師の診療の方針に基づき、指定短期入所療養介護の提供の開始前から終了後に至るまでの利用者が利用するサービスの継続性に配慮して、他の短期入所療養介護従業者と協議の上、サービスの目標、当該目標を達成するための具体的なサービスの内容等を記載した短期入所療養介護計画を作成し、既に居宅サービス計画が作成されている場合は、当該計画の内容に沿って作成し、その内容について利用者又はその家族に対して説明し、利用者の同意を得て、当該短期入所療養介護計画を利用者に交付しなければならない（居宅運営基準第147条）。
指定短期入所療養介護事業者は、利用者に対する指定短期入所療養介護の提供に関する短期入所療養介護計画や具体的なサービスの内容、身体的拘束等の態様及び時間、その際の利用者の心身の状況並びに緊急やむを得ない理由などの記録を整備し、その完結の日から二年間保存しなければならない（居宅運営基準第154の2条）。